# 南アジア

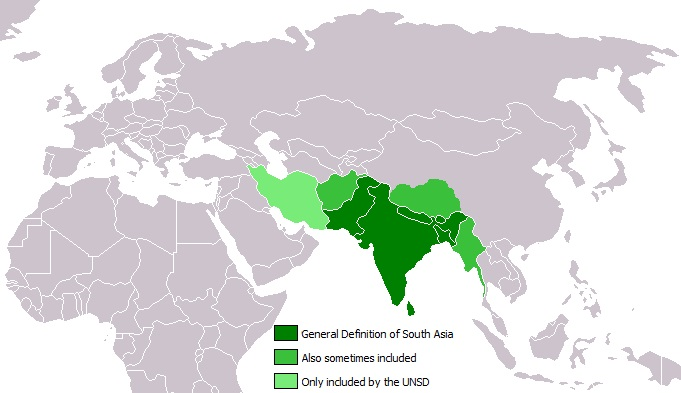
南アジアの範域を示した地図
当該地域の範疇には様々な定義が現在も存在しており、広くは国連により統計上の便宜のために作成された地理区分に基づく定義も含んでいる。

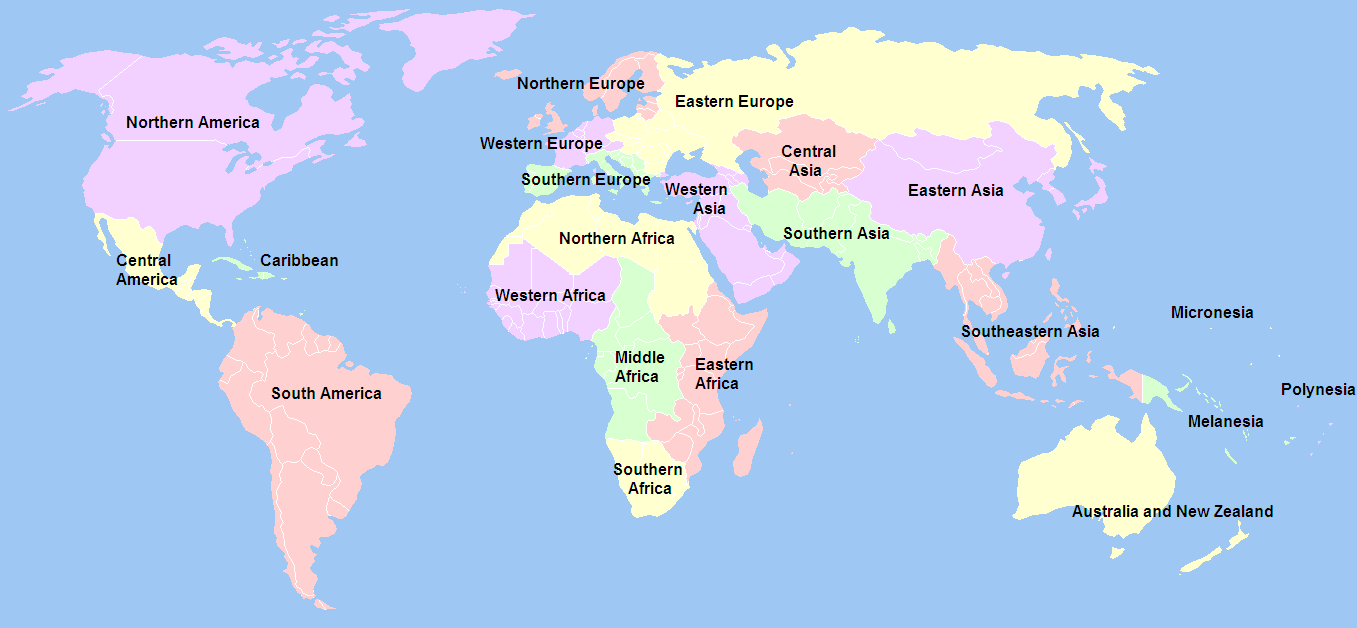
国連による世界地理区分

南アジア（みなみアジア、英語: South Asia, Southern Asia、ヒンディー語: दक्षिण एशिया、ウルドゥー語: جنوبی ایشیا）は、アジアの南部を指す地域区分である。一般的には中央アジアより南側、東南アジアより西側、西アジアより東側に位置し、インド洋の島国を含む地域を指す。

## 概要
総面積は 4,480,000km²（日本の約13-4倍ほど） 。人口は19億人を超えており、2050年には22億人程まで増大するとの予測がある。中でもインドの人口増加率は凄まじく、2023年に中国の人口を追い抜き世界一になった。2050年の人口内訳は、インドが15億7000万人、パキスタンが3億6000万人、バングラデシュでは1億3000万人、ネパールでは4000万人程とされる。

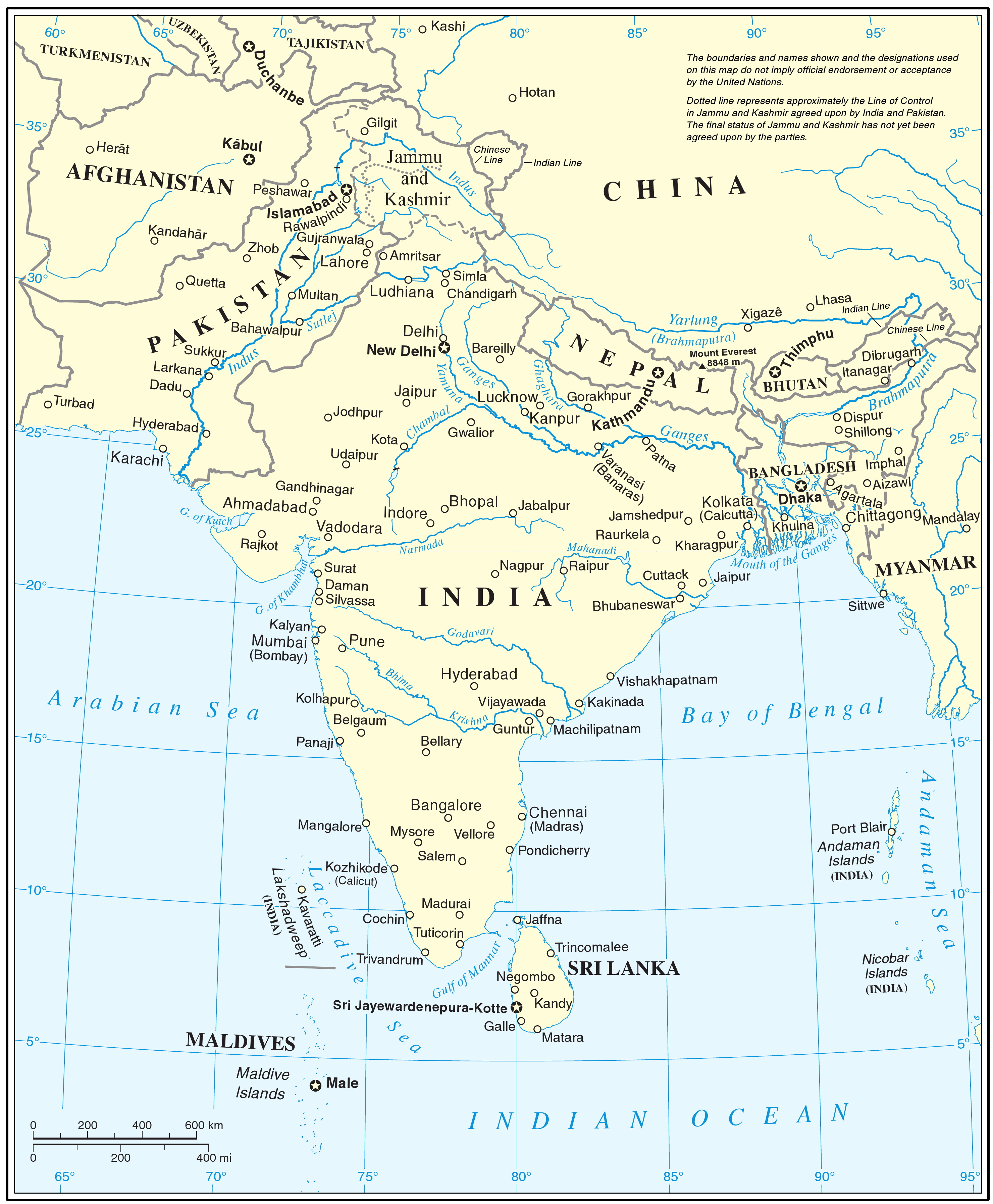
南アジアの地図

南アジアの都市地図

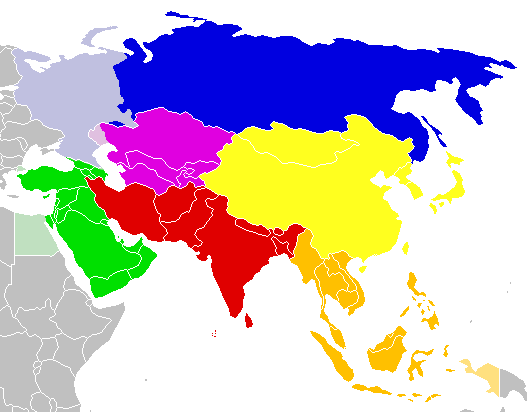
国際連合によるアジアの地域の分類
北アジア
中央アジア
西アジア
南アジア
東アジア
東南アジア

面積・人口共に大半をインドが占める。しばしば、「インドは国というより、大陸である」として言及されるが、それはイギリス東インド会社が、ムガル帝国やマイソール王国、500以上あった藩王国を統合させた経緯が大きい。また、インド・パキスタン・バングラデシュ・ミャンマーは、かつてイギリス領インド帝国から分離独立した国々である。そのため、公用語・準公用語は英語を使う国が多い。また、それ以外の国もイギリスの植民地や保護国だった経緯から、現在もイギリス連邦に加盟する等関係が深い。
地形は、北ではヒマラヤ山脈とカラコルム山脈、西ではスライマン山脈とインダス川やタール砂漠、東ではプラフマプトラ川やアラカン山脈、そして半島部分はベンガル湾・アラビア海・インド洋などが存在する地域である。しかし、この地域は昔から孤立していたのではなく、紀元前1500年頃以降から多くの外来民族（アーリア人、アレクサンドロス3世（大王）のマケドニア軍、大月氏、クシャーナ朝、テュルク人系ムスリムなど）がインドに流入し、新文化形成に加わった。また周囲の海も西アジアや地中海地域との交易や文化交流を助けた。さらに、仏教やヒンドゥー教がインド洋諸地域や東南アジア地域に拡散する上で効果的であった。
上記の各国は、南アジア地域協力連合（South Asian Association for Regional Cooperation、略称SAARC）を結成。現在はアフガニスタンも加盟しておりイランはオブザーバーとして参加している。この地域に参加している日本のNGOは、2005年9月から実施された調査（国際協力NGOセンター、279団体回答）では、ネパール43団体・インド40団体・スリランカ33団体・バングラデシュ31団体・パキスタン18団体であり、過去の調査との比較では活動団体の数がネパールとスリランカでは増えたが、インドとバングラデシュは減少した。
アフガニスタンの南部は、パキスタン北部と同じ民族のパシュトゥーン人。南アジアとの関係が深く南部もしくは全土を南アジアに含むこともある。また、イランのペルシア人及びタジキスタン共和国のゴルノ・バダフシャン自治州のパミール人は、イラン系アーリア人であり、イスラム教シーア派である。これらの民族はインド系アーリア人と人種的な側面で近く、主要民族がアラブ人である西アジアや主要民族がイスラム教スンナ派を信仰する中央アジアとは文化が異なるため、南アジアに含まれる場合がある。更に、チベットは文化的に南アジアとの交流が深く、南アジアに区分される場合がある。
地球温暖化の深刻な影響により、将来的には全世界で最も早く夏の暑さが人類にとっての生存の限界（湿球温度35度）に達して居住不能になると予測されている。

## 該当地域・国家リスト
- アフガニスタン[5][注釈 2]
- バングラデシュ
- ブータン
- インド
- イラン[注釈 2]
- モルディブ
- ネパール
- パキスタン
- スリランカ

## 言語
- 印欧語族
  - インド語派：ヒンディー語、ウルドゥー語、ネパール語、ベンガル語、シンハラ語、ディベヒ語など
  - イラン語派：パシュトー語、ダリー語など
- アルタイ諸語：ハザーラ語など
- ドラヴィダ語族：タミル語など
- オーストロアジア語族
  - ムンダ語派
- シナ・チベット語族
  - チベット・ビルマ語派
- クスンダ語
- ニハリ語
- ブルシャスキー語

## スポーツ

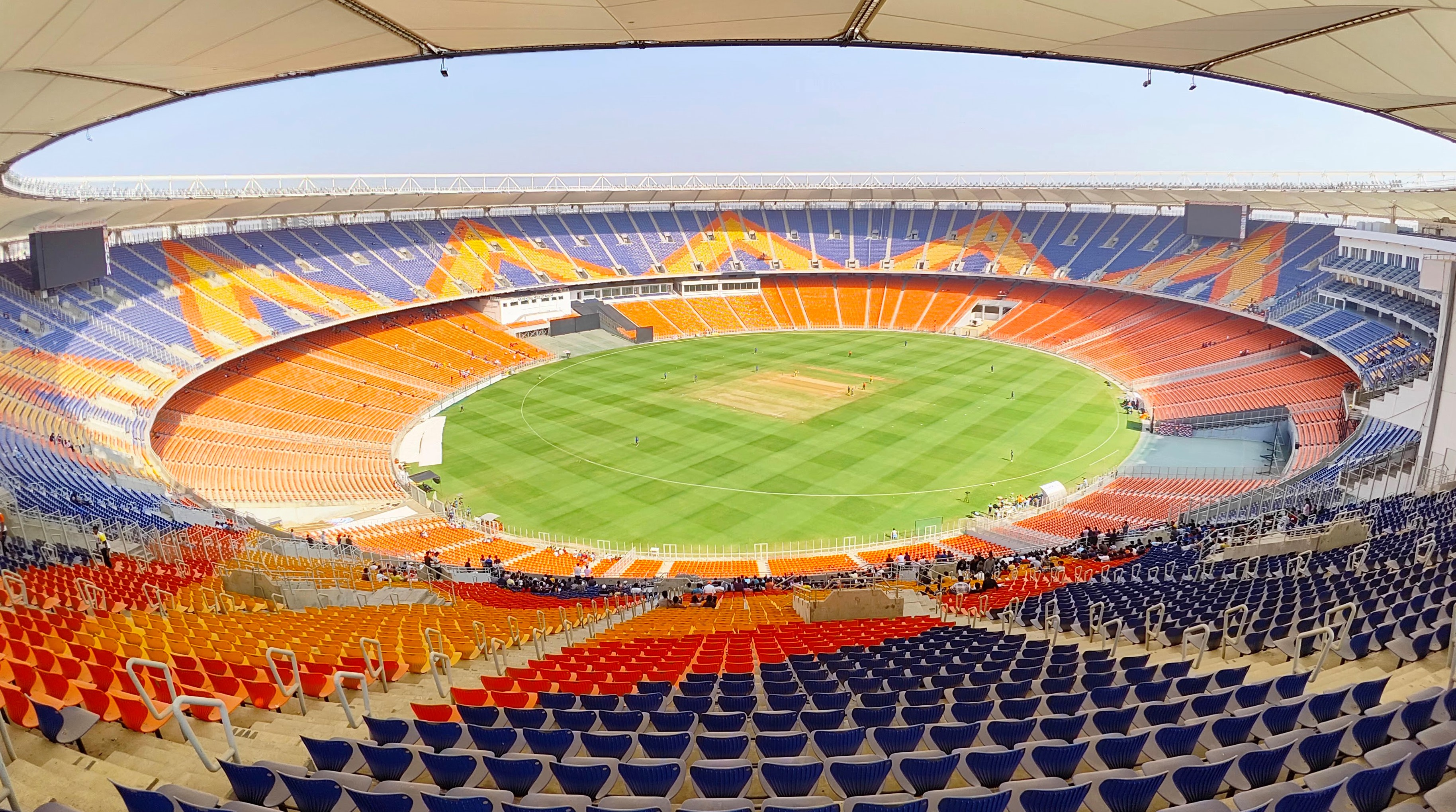
クリケット専用スタジアムのナレンドラ・モディ・スタジアム。収容人数は13万2000人。

クリケットは南アジアで最も人気のあるスポーツである。この地域の面積・人口の大半を占めるインドでは圧倒的に一番人気のスポーツであり、最も象徴的な現代エンターテインメントとも言われ、ボリウッド映画より人気が高いと評される。ナショナルチームのインド代表は世界屈指の強豪チームであり、クリケット・ワールドカップで2度の優勝経験がある。インドの歴代のテレビ視聴者数もクリケットの試合が上位を占めており、とりわけライバル関係にあるパキスタンとの一戦は絶大な盛り上がりを見せる。2023年には国際クリケット評議会が発表する世界ランキングにおいて全3形式で同時に1位になるいう偉業を達成した。インドのプロクリケットリーグであるインディアン・プレミアリーグ（IPL）は、1試合当たり放映権料でサッカーのプレミアリーグを超えている。パキスタン、バングラデシュ、スリランカ、ネパール、アフガニスタンでもクリケットが一番人気のスポーツである。
サッカーも人気スポーツであり、インドのインディアン・スーパーリーグやパキスタンのパキスタン・プレミアリーグなど複数の国でプロリーグが発展している。ナショナルチームの大会としては、南アジアサッカー連盟が主催する南アジアサッカー選手権が行われている。